# 라티나 텔레비시온
라티나 텔레비시온(스페인어: Latina Televisión)은 1983년에 개국한 페루의 텔레비전 네트워크다.